# Парламентські вибори у Ліхтенштейні 1966

Парламентські вибори у Ліхтенштейні проходили 6 лютого 1966 року. Прогресивна громадянська партія отримала 8 місць з 15 місць Ландтагу. Незважаючи на отримання більшості місць парламенту партія залишилася в коаліції з Патріотичним союзом.

## Результати
| Партія                          | Голосів | %    | Місць | +/– |
| ------------------------------- | ------- | ---- | ----- | --- |
| Прогресивна громадянська партія | 1 791   | 48,5 | 8     | 0 ▬ |
| Патріотичний союз               | 1 581   | 42,8 | 7     | 0 ▬ |
| Християнсько-соціальна партія   | 323     | 8,7  | 0     | 0   |
| Недійсних/порожніх бюлетенів    | 26      | —    | —     | —   |
| Всього                          | 3 721   | 100  | 15    | 0   |
| Зареєстрованих виборців/Явка, % | 3 892   | 95,6 | –     | –   |
| Джерело: Nohlen & Stöver        |         |      |       |     |